# Command & Conquer: Yuri's Revenge
Command & Conquer: Yuri's Revenge è un expansion pack del videogioco strategico in tempo reale Command & Conquer: Red Alert 2.

## Trama
L'espansione introduce un altro filone alternativo rispetto all'originale Red Alert 2. Infatti mentre sovietici ed alleati combattevano tra di loro, Yuri, l'inquietante consigliere del premier sovietico Romanov, ne ha approfittato per installare potenti emettitori psichici con cui assoggettare il mondo controllando le menti dei suoi abitanti. La storia prende piede in un mondo già irrimediabilmente compromesso dall'inquietante nemico. L'unica speranza di salvezza risiede nei pochi soldati non ancora resi schiavi dagli emettitori di Yuri e nella macchina del tempo progettata da Einstein e che gli alleati hanno costruito a San Francisco. Alternativamente nei panni di Sovietici o Alleati, il giocatore dovrà impossessarsi ed azionare il dispositivo tornando così indietro nel tempo. Infine, combattendo una guerra parallela a quella del primo Red Alert 2, scongiurerà i piani del malvagio Yuri e si assicurerà il felice esito della guerra.
Il gioco introduce nuove tecnologie che riequilibrano le fazioni esistenti (specialmente quella sovietica, amputata dei suoi rami sulla clonazione/controllo mentale a favore della nuova fazione) e di un nuovo esercito, quello di Yuri, particolarmente abile nella manipolazione mentale e che eredita parte delle tecnologie già a disposizione dell'armata rossa nel gioco originale. Quest'ultima fazione non possiede una campagna associata, ma è disponibile nella famosa modalità Skirmish (schermaglia).

## Fazioni

### Alleati
Gli Alleati possono contare su nuove unità più resistenti, quali la Roccaforte, e carri armati robotici più economici della loro controparte standard.

### Sovietici
I Sovietici, persa la variante Yuri e, di conseguenza, la tecnologia psichica e la clonazione, ottengono nuove unità più in linea con la filosofia del loro esercito altamente corazzato.

### Yuri
L'esercito di Yuri utilizza una serie di "effetti speciali" per sorprendere e distruggere i propri nemici. Dalla loro hanno il controllo psichico, la mutazione genetica e l'efficacissima tecnologia Gatling, utile tanto contro le unità di terra che contro quelle volanti.